# 塔巴爾群島
塔巴爾群島，是巴布亞新畿內亞的群島，位於新愛爾蘭島以北40公里的太平洋海域，屬於俾斯麥群島的一部分，行政方面由新愛爾蘭省納馬塔奈縣管轄，由3座大島嶼，分別是：南部的塔巴爾島（又名大塔巴爾、塔馬爾島）、中部的塔陶島和北部的辛貝里島，以及一些較小的離岸小島組成，最高峰為貝拉里山（英語：Mount Beirari），海拔高度622米（2,041英尺）。

## 人口
2000年時，所有島上人口總計3920人。

## 文化
當地語言為曼陀羅語（英語：Mandara language），在ISO 639-3的編號為「tbf」，隸屬於南島語系。此外，曼陀羅語在塔巴爾群島中的各大島嶼有些許差異，但應該能互通。
此地為新愛爾蘭省的大型文化活動 —— 馬拉甘（英語：Malagan） 的發源地，馬拉甘的意思是指為儀式準備的木雕，甚至是一個當地傳統文化的集合。

## 資料來源
1. 1 2  PNG National Statistic Office: Census Unit Register, 2000
2. 1 2  小约翰可汗. . 哔哩哔哩. 2023-01-10  [2023-01-10]. （原始内容存档于2023-02-16）.
3. ↑  Brown, Keith (编).  (PDF). Elsevier. 2006: i. ISBN 978-0-08-044854-1.
4. ↑  Gunn, Michael; Phillipe Feltier. . Milan: Continents Editions. 2006. ISBN 978-88-7439-369-5.

## 外部連結
- Tabar Islands auf oceandots.com （页面存档备份，存于）

2°49′S 151°57′E / 2.817°S 151.950°E